# Доњи уздужни мишић
Доњи уздужни мишић (лат. musculus longitudinalis inferior) је парни мишић језика, који је у виду уске траке постављен између гениоглосног и хиоглосног мишића. Припаја се на малом рогу подјезичне кости и глосохиоидној опни, а одатле се простире унапред и завршава на дубокој страни слузокоже врха језика.
Инервисан је од стране хипоглосног живца, а основна улога му је промена облика језика, односно скраћивање његовог уздужног пречника и повлачење врха назад и наниже.